# Nesselwängle
Nesselwängle is een gemeente in het district Reutte in de Oostenrijkse deelstaat Tirol.
Nesselwängle ligt bij de ingang van het Tannheimer Tal. Tot de gemeente behoren ook nog de kernen Rauth, Schmitte en Haller (aan de Haldensee).
Nesselwängle lag op de vroegere route van het zouttransport vanuit Hall in Tirol door het Tannheimer Tal naar het gebied rondom het Bodenmeer. Tegenwoordig is een groot deel van de beroepsbevolking werkzaam buiten de gemeentegrenzen. Binnen de gemeente vormt het winter- en zomertoerisme een belangrijke bron van inkomsten.

## Afbeeldingen

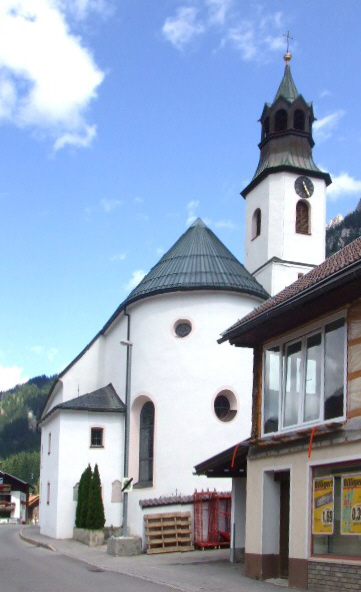
De parochiekerk Mariä Himmelfahrt in Nesselwängle
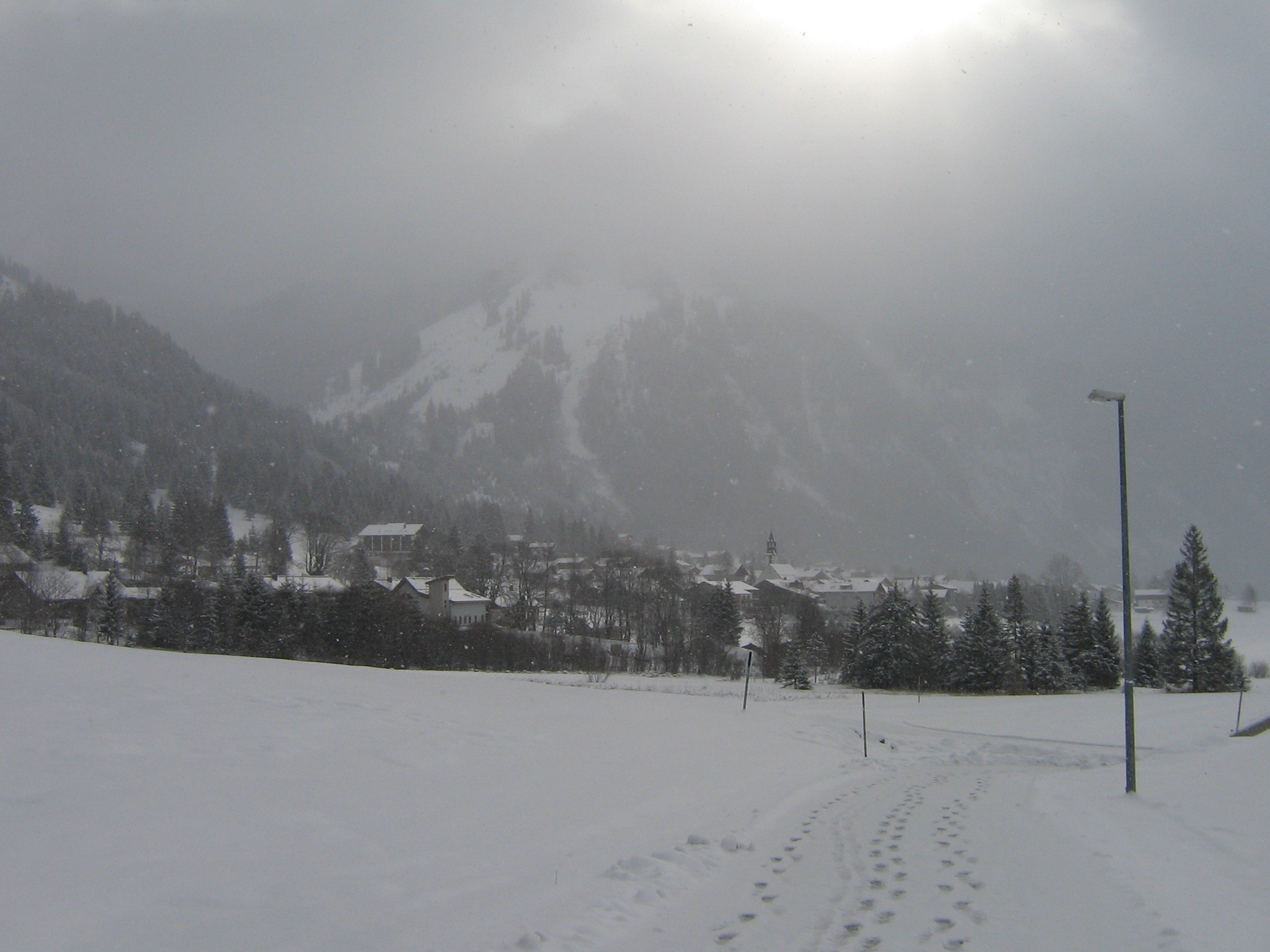
Blik op het dorp Nesselwängle

Bach · Berwang · Biberwier · Bichlbach · Breitenwang · Ehenbichl · Ehrwald · Elbigenalp · Elmen · Forchach · Grän · Gramais · Häselgehr · Heiterwang · Hinterhornbach · Höfen · Holzgau · Jungholz · Kaisers · Lechaschau · Lermoos · Musau · Namlos · Nesselwängle · Pfafflar · Pflach · Pinswang · Reutte · Schattwald · Stanzach · Steeg · Tannheim · Vils · Vorderhornbach · Wängle · Weißenbach am Lech · Zöblen
- Gemeinsame Normdatei: 4482473-7
- Virtual International Authority File: 245824802